# Eumelea gravidata
Eumelea gravidata là một loài bướm đêm trong họ Geometridae.